# Xaenapta latimana
Xaenapta latimana är en skalbaggsart som beskrevs av Francis Polkinghorne Pascoe 1864. Xaenapta latimana ingår i släktet Xaenapta och familjen långhorningar.
Artens utbredningsområde är Sarawak. Inga underarter finns listade i Catalogue of Life.